# Liga de Voleibol Superior Femenino 2017
La Liga de Voleibol Superior Femenino 2017 si è svolta dal 25 gennaio al 15 maggio 2017: al torneo hanno partecipato 9 franchigie portoricane e la vittoria finale è andata per la dodicesima volta, la quarta consecutiva, alle Criollas de Caguas.

## Regolamento
Le squadre hanno disputato un girone all'italiana, sfidando ogni avversaria tre volte, per un totale di ventiquattro incontri; al termine della regular season:
- Le prime sei classificate hanno acceduto ai play-off scudetto, strutturati in quarti di finale, con due gironi all'italiana con gare di andata e ritorno, semifinali e finale al meglio delle sette gare, con incroci basati sul piazzamento in stagione regolare col metodo della serpentina.

### Criteri di classifica
Se il risultato finale è stato di 3-0 o 3-1 sono stati assegnati 3 punti alla squadra vincente e 0 a quella sconfitta, se il risultato finale è stato di 3-2 sono stati assegnati 2 punti alla squadra vincente e 1 a quella sconfitta.
L'ordine del posizionamento in classifica è stato definito in base a:
- Punti;
- Numero di partite vinte;
- Ratio dei set vinti/persi;
- Ratio dei punti realizzati/subiti.

## Squadre partecipanti
Al campionato di Liga de Voleibol Superior Femenino 2017 hanno partecipato nove franchigie; una franchigia avente diritto, le Lancheras de Cataño, ha cessato le proprie attività e ceduto il suo titolo sportivo alle neonate Polluelas de Aibonito.
| Club                    | Stagione | Città     | Impianto                         | Stagione precedente                            |
| ----------------------- | -------- | --------- | -------------------------------- | ---------------------------------------------- |
| Capitalinas de San Juan | dettagli | San Juan  | Coliseo Roberto Clemente         | 4ª in LVSF; Finale play-off scudetto           |
| Changas de Naranjito    | dettagli | Naranjito | Coliseo Gelito Ortega            | 8ª in LVSF                                     |
| Criollas de Caguas      | dettagli | Caguas    | Coliseo Héctor Solá Bezares      | 6ª in LVSF; Quarti di finale play-off scudetto |
| Gigantes de Carolina    | dettagli | Carolina  | Coliseo Guillermo Angulo         | 6ª in LVSF; Quarti di finale play-off scudetto |
| Indias de Mayagüez      | dettagli | Mayagüez  | Palacio de Recreación y Deportes | 3ª in LVSF; Semifinale play-off scudetto       |
| Leonas de Ponce         | dettagli | Ponce     | Coliseo Salvador Dijols          | 2ª in LVSF; Semifinale play-off scudetto       |
| Orientales de Humacao   | dettagli | Humacao   | Complejo Deportivo Emilio Huyke  | 7ª in LVSF                                     |
| Polluelas de Aibonito   | dettagli | Aibonito  | Coliseo José Marrón Aponte       | -                                              |
| Valencianas de Juncos   | dettagli | Juncos    | Coliseo Rafael Amalbert          | 9ª in LVSF                                     |

## Torneo

### Regular season

#### Risultati
| Risultati Regular season |                      |     |                                   |
|                          |                      |     |                                   |
| 25-01                    | Mayagüez - Ponce     | 0-3 | 18-25, 13-25, 15-25               |
| 25-01                    | Carolina - Juncos    | 1-3 | 22-25, 18-25, 25-18, 15-25        |
| 26-01                    | Humacao - Aibonito   | 3-2 | 23-25, 25-13, 25-18, 17-25, 15-12 |
| 26-01                    | San Juan - Caguas    | 1-3 | 12-25, 14-25, 25-21, 14-25        |
| 27-01                    | Juncos - Naranjito   | 3-1 | 25-19, 25-20, 20-25, 25-22        |
| 27-01                    | Ponce - Carolina     | 3-1 | 23-25, 25-19, 30-28, 25-18        |
| 28-01                    | Caguas - Humacao     | 3-1 | 25-19, 32-34, 25-14, 25-18        |
| 28-01                    | Aibonito - San Juan  | 3-2 | 25-14, 25-27, 23-25, 25-22, 15-13 |
| 29-01                    | Naranjito - Mayagüez | 2-3 | 18-25, 21-25, 25-15, 29-27, 12-15 |
| 29-01                    | Ponce - Juncos       | 3-2 | 20-25, 29-27, 25-21, 17-25, 15-8  |
| 01-02                    | Humacao - San Juan   | 3-0 | 25-17, 25-20, 25-16               |
| 01-02                    | Naranjito - Ponce    | 1-3 | 19-25, 16-25, 25-12, 16-25        |
| 02-02                    | Aibonito - Caguas    | 0-3 | 22-25, 18-25, 22-25               |
| 02-02                    | Carolina - Mayagüez  | 1-3 | 20-25, 21-25, 25-22, 23-25        |
| 03-02                    | Humacao - Juncos     | 2-3 | 25-19, 17-25, 20-25, 25-22, 16-18 |
| 03-02                    | Ponce - San Juan     | 3-0 | 25-22, 26-24, 25-20               |
| 04-02                    | Caguas - Carolina    | 3-0 | 25-14, 25-20, 25-21               |
| 04-02                    | Aibonito - Naranjito | 3-1 | 24-26, 25-22, 25-16, 25-18        |
| 05-02                    | Juncos - San Juan    | 3-0 | 25-17, 25-17, 25-19               |
| 05-02                    | Humacao - Mayagüez   | 3-2 | 19-25, 25-22, 21-25, 25-22, 15-10 |
| 08-02                    | Juncos - Caguas      | 0-3 | 13-25, 12-25, 19-25               |
| 08-02                    | Ponce - Aibonito     | 3-1 | 25-20, 25-11, 23-25, 25-23        |
| 08-02                    | Carolina - Humacao   | 2-3 | 23-25, 25-20, 20-25, 25-19, 6-15  |
| 08-02                    | San Juan - Naranjito | 3-0 | 25-23, 25-23, 25-16               |
| 10-02                    | Mayagüez - Juncos    | 1-3 | 25-21, 26-28, 19-25, 17-25        |
| 10-02                    | Aibonito - Carolina  | 3-0 | 25-18, 25-11, 25-15               |
| 11-02                    | Caguas - Naranjito   | 3-0 | 25-14, 25-14, 25-18               |
| 12-02                    | Humacao - Ponce      | 0-3 | 15-25, 21-25, 16-25               |
| 12-02                    | Carolina - San Juan  | 3-0 | 25-17, 25-17, 25-19               |
| 12-02                    | Mayagüez - Aibonito  | 3-0 | 25-23, 25-22, 25-16               |
| 15-02                    | Mayagüez - Caguas    | 0-3 | 19-25, 24-26, 23-25               |
| 15-02                    | Naranjito - Humacao  | 2-3 | 21-25, 26-24, 25-23, 20-25, 11-15 |
| 16-02                    | Juncos - Aibonito    | 3-0 | 25-22, 25-23, 25-14               |
| 17-02                    | Caguas - Ponce       | 3-0 | 25-16, 25-14, 25-20               |
| 17-02                    | San Juan - Mayagüez  | 3-2 | 25-22, 22-25, 23-25, 25-21, 15-9  |
| 17-02                    | Carolina - Naranjito | 0-3 | 16-25, 16-25, 23-25               |
| 18-02                    | Aibonito - Humacao   | 1-3 | 19-25, 25-22, 13-25, 21-25        |
| 19-02                    | Ponce - Mayagüez     | 3-0 | 25-16, 25-22, 25-21               |
| 19-02                    | Naranjito - Juncos   | 1-3 | 21-25, 20-25, 25-19, 17-25        |
| 19-02                    | San Juan - Carolina  | 1-3 | 21-25, 25-19, 22-25, 22-25        |
| 22-02                    | Caguas - San Juan    | 3-0 | 29-27, 25-19, 25-14               |
| 22-02                    | Mayagüez - Naranjito | 3-1 | 21-25, 25-11, 26-24, 25-21        |
| 23-02                    | Aibonito - Juncos    | 0-3 | 19-25, 22-25, 23-25               |
| 23-02                    | Ponce - Humacao      | 3-0 | 25-20, 25-21, 25-22               |
| 24-02                    | Naranjito - Caguas   | 0-3 | 9-25, 13-25, 18-25                |
| 24-02                    | Mayagüez - Carolina  | 3-0 | 25-17, 25-18, 26-24               |
| 25-02                    | Juncos - Ponce       | 3-2 | 27-25, 17-25, 25-16, 19-25, 15-11 |
| 26-02                    | Humacao - Carolina   | 3-2 | 27-25, 24-26, 19-25, 25-19, 15-12 |
| 26-02                    | Naranjito - San Juan | 1-3 | 18-25, 23-25, 27-25, 16-25        |
| 01-03                    | Aibonito - Mayagüez  | 0-3 | 18-25, 24-26, 24-26               |
| 01-03                    | San Juan - Juncos    | 0-3 | 25-27, 22-25, 20-25               |
| 01-03                    | Humacao - Caguas     | 1-3 | 22-25, 25-22, 17-25, 22-25        |
| 02-03                    | Ponce - Naranjito    | 3-0 | 25-19, 27-25, 25-22               |
| 03-03                    | Mayagüez - San Juan  | 2-3 | 22-25, 25-15, 25-17, 22-25, 17-19 |

| Risultati regular season |                      |     |                                   |
|                          |                      |     |                                   |
| 03-03                    | Caguas - Juncos      | 3-0 | 26-24, 25-17, 25-22               |
| 03-03                    | Carolina - Aibonito  | 1-3 | 17-25, 25-22, 20-25, 23-25        |
| 04-03                    | Humacao - Naranjito  | 3-1 | 25-22, 13-25, 25-13, 25-22        |
| 05-03                    | Caguas - Aibonito    | 3-0 | 25-19, 25-19, 25-18               |
| 05-03                    | Juncos - Mayagüez    | 1-3 | 21-25, 23-25, 25-21, 18-25        |
| 05-03                    | Carolina - Ponce     | 2-3 | 25-20, 18-25, 25-21, 16-25, 12-15 |
| 08-03                    | San Juan - Aibonito  | 3-0 | 25-18, 25-22, 25-18               |
| 08-03                    | Juncos - Humacao     | 3-2 | 25-17, 23-25, 25-15, 19-25, 15-9  |
| 08-03                    | Naranjito - Carolina | 2-3 | 25-17, 28-26, 25-15, 19-25, 13-15 |
| 09-03                    | Caguas - Mayagüez    | 3-1 | 25-19, 25-14, 23-25, 25-21        |
| 10-03                    | Aibonito - Ponce     | 0-3 | 23-25, 18-25, 26-28               |
| 10-03                    | Humacao - San Juan   | 3-0 | 25-12, 27-25, 25-21               |
| 11-03                    | Juncos - Carolina    | 2-3 | 25-19, 20-25, 25-22, 17-25, 9-15  |
| 12-03                    | Naranjito - Aibonito | 2-3 | 25-21, 12-25, 20-25, 25-23, 9-15  |
| 12-03                    | Ponce - Caguas       | 3-0 | 25-17, 25-23, 25-20               |
| 12-03                    | Mayagüez - Humacao   | 3-2 | 23-25, 25-12, 22-25, 25-20, 21-19 |
| 15-03                    | Carolina - Caguas    | 2-3 | 25-18, 21-25, 11-25, 25-23, 14-16 |
| 15-03                    | San Juan - Ponce     | 3-2 | 25-20, 17-25, 16-25, 25-21, 15-13 |
| 15-03                    | Aibonito - Humacao   | 2-3 | 20-25, 26-24, 19-25, 25-15, 10-15 |
| 16-03                    | Mayagüez - Naranjito | 3-0 | 25-20, 28-26, 25-23               |
| 17-03                    | Caguas - Juncos      | 3-0 | 25-16, 25-22, 29-27               |
| 17-03                    | Ponce - Aibonito     | 3-1 | 25-22, 23-25, 25-23, 25-20        |
| 18-03                    | Humacao - Mayagüez   | 3-2 | 23-25, 25-19, 21-25, 25-22, 15-7  |
| 18-03                    | Naranjito - Carolina | 0-3 | 18-25, 18-25, 24-26               |
| 19-03                    | Juncos - Ponce       | 3-1 | 25-20, 18-25, 25-14, 25-22        |
| 21-03                    | Carolina - Caguas    | 3-1 | 27-25, 22-25, 25-23, 25-19        |
| 23-03                    | Juncos - Aibonito    | 3-1 | 25-17, 20-25, 25-18, 28-26        |
| 23-03                    | Naranjito - Ponce    | 0-3 | 16-25, 12-25, 24-26               |
| 24-03                    | Caguas - Humacao     | 3-2 | 21-25, 25-15, 25-21, 22-25, 15-12 |
| 24-03                    | Mayagüez - Carolina  | 3-0 | 25-17, 26-24, 26-24               |
| 24-03                    | Ponce - San Juan     | 3-1 | 23-25, 35-33, 25-18, 25-21        |
| 25-03                    | Aibonito - Naranjito | 1-3 | 25-17, 23-25, 19-25, 19-25        |
| 26-03                    | Juncos - Mayagüez    | 3-1 | 25-9, 25-23, 23-25, 25-19         |
| 26-03                    | San Juan - Carolina  | 1-3 | 25-21, 22-25, 18-25, 18-25        |
| 28-03                    | San Juan - Humacao   | 3-1 | 24-26, 25-22, 25-11, 25-21        |
| 29-03                    | Aibonito - Caguas    | 3-2 | 19-25, 25-22, 22-25, 25-19, 15-8  |
| 29-03                    | Carolina - Ponce     | 1-3 | 25-16, 22-25, 21-25, 21-25        |
| 29-03                    | Naranjito - Juncos   | 0-3 | 24-26, 15-25, 26-28               |
| 30-03                    | San Juan - Mayagüez  | 1-3 | 25-19, 21-25, 18-25, 24-26        |
| 31-03                    | Ponce - Humacao      | 3-2 | 23-25, 25-22, 25-13, 23-25, 15-9  |
| 31-03                    | Caguas - Naranjito   | 3-0 | 25-11, 25-17, 25-17               |
| 31-03                    | Carolina - Juncos    | 0-3 | 18-25, 23-25, 21-25               |
| 01-04                    | San Juan - Caguas    | 2-3 | 25-21, 26-24, 14-25, 18-25, 11-15 |
| 03-04                    | Mayagüez - Aibonito  | 3-1 | 23-25, 25-21, 25-22, 25-20        |
| 03-04                    | San Juan - Juncos    | 1-3 | 25-22, 16-25, 23-25, 21-25        |
| 04-04                    | Humacao - Naranjito  | 3-1 | 25-20, 25-18, 25-27, 25-21        |
| 05-04                    | Ponce - Mayagüez     | 0-3 | 23-25, 27-29, 22-25               |
| 06-04                    | Juncos - Humacao     | 3-0 | 25-18, 25-17, 25-13               |
| 06-04                    | Carolina - Aibonito  | 3-2 | 25-27, 25-21, 24-26, 25-14, 15-11 |
| 07-04                    | Mayagüez - Caguas    | 1-3 | 26-28, 25-22, 18-25, 20-25        |
| 07-04                    | Naranjito - San Juan | 2-3 | 27-25, 19-25, 25-16, 23-25, 11-15 |
| 08-04                    | Humacao - Carolina   | 0-3 | 18-25, 23-25, 16-25               |
| 09-04                    | Caguas - Ponce       | 2-3 | 25-21, 18-25, 25-19, 21-25, 14-16 |
| 09-04                    | Aibonito - San Juan  | 3-1 | 25-22, 25-21, 14-25, 25-22        |

#### Classifica
| Pos. | Squadra                 | Pt | G  | V  | P  | SV | SP | Ratio | PF | PS | Ratio |
| ---- | ----------------------- | -- | -- | -- | -- | -- | -- | ----- | -- | -- | ----- |
| 1    | Criollas de Caguas      | 59 | 24 | 20 | 4  |    |    |       |    |    |       |
| 2    | Valencianas de Juncos   | 55 | 24 | 19 | 5  |    |    |       |    |    |       |
| 3    | Indias de Mayagüez      | 53 | 24 | 18 | 6  |    |    |       |    |    |       |
| 4    | Orientales de Humacao   | 41 | 24 | 13 | 11 |    |    |       |    |    |       |
| 5    | Leonas de Ponce         | 34 | 24 | 12 | 12 |    |    |       |    |    |       |
| 6    | Gigantes de Carolina    | 28 | 24 | 9  | 15 |    |    |       |    |    |       |
| 7    | Capitalinas de San Juan | 22 | 24 | 8  | 16 |    |    |       |    |    |       |
| 8    | Polluelas de Aibonito   | 21 | 24 | 7  | 17 |    |    |       |    |    |       |
| 9    | Changas de Naranjito    | 11 | 24 | 2  | 22 |    |    |       |    |    |       |

      Qualificata ai quarti di finale.

### Play-off scudetto

#### Quarti di finale

##### Girone A

###### Risultati
| Gara 1 |                   |     |                     |
|        |                   |     |                     |
| 11-04  | Juncos - Carolina | 3-0 | 25-14, 25-15, 25-19 |

| Gara 2 |                   |     |                     |
|        |                   |     |                     |
| 13-04  | Caguas - Carolina | 3-0 | 25-18, 25-15, 25-18 |

| Gara 3 |                 |     |                                   |
|        |                 |     |                                   |
| 15-04  | Caguas - Juncos | 3-2 | 19-25, 25-18, 26-24, 23-25, 15-11 |

| Gara 4 |                   |     |                            |
|        |                   |     |                            |
| 17-04  | Carolina - Juncos | 1-3 | 25-21, 24-26, 16-25, 13-25 |

| Gara 5 |                   |     |                     |
|        |                   |     |                     |
| 19-04  | Carolina - Caguas | 0-3 | 17-25, 18-25, 13-25 |

| Gara 6 |                 |     |                            |
|        |                 |     |                            |
| 21-04  | Juncos - Caguas | 3-1 | 22-25, 25-19, 25-18, 26-24 |

###### Classifica
| Pos. | Squadra               | Pt | G | V | P | SV | SP | Ratio | PF  | PS  | Ratio |
| ---- | --------------------- | -- | - | - | - | -- | -- | ----- | --- | --- | ----- |
| 1    | Criollas de Caguas    | 6  | 4 | 3 | 1 | 10 | 5  | 2.000 | 343 | 301 | 1.140 |
| 2    | Valencianas de Juncos | 6  | 4 | 3 | 1 | 11 | 5  | 2.200 | 373 | 319 | 1.169 |
| 3    | Gigantes de Carolina  | 0  | 4 | 0 | 4 | 1  | 12 | 0.083 | 226 | 322 | 0.702 |

      Qualificata alle semifinali.

##### Girone B

###### Risultati
| Gara 1 |                  |     |                            |
|        |                  |     |                            |
| 11-04  | Mayagüez - Ponce | 3-1 | 25-23, 25-23, 19-25, 25-16 |

| Gara 2 |                 |     |                     |
|        |                 |     |                     |
| 13-04  | Ponce - Humacao | 3-0 | 25-20, 25-12, 25-21 |

| Gara 3 |                  |     |                     |
|        |                  |     |                     |
| 15-04  | Ponce - Mayagüez | 3-0 | 25-23, 25-20, 25-23 |

| Gara 4 |                    |     |                     |
|        |                    |     |                     |
| 17-04  | Mayagüez - Humacao | 3-0 | 25-22, 26-24, 25-20 |

| Gara 5 |                 |     |                            |
|        |                 |     |                            |
| 19-04  | Humacao - Ponce | 1-3 | 22-25, 25-22, 22-25, 16-25 |

| Gara 6 |                    |     |                                  |
|        |                    |     |                                  |
| 21-04  | Humacao - Mayagüez | 2-3 | 23-25, 25-23, 23-25, 25-20, 6-15 |

##### Classifica
| Pos. | Squadra               | Pt | G | V | P | SV | SP | Ratio | PF  | PS  | Ratio |
| ---- | --------------------- | -- | - | - | - | -- | -- | ----- | --- | --- | ----- |
| 1    | Leonas de Ponce       | 6  | 4 | 3 | 1 | 10 | 4  | 2.500 | 335 | 298 | 1.124 |
| 2    | Indias de Mayagüez    | 6  | 4 | 3 | 1 | 9  | 6  | 1.500 | 344 | 330 | 1.042 |
| 3    | Orientales de Humacao | 0  | 4 | 0 | 4 | 3  | 12 | 0.250 | 306 | 357 | 0.857 |

      Qualificata alle semifinali.

#### Semifinali
| Gara 1 |                   |     |                            |
|        |                   |     |                            |
| 28-04  | Caguas - Humacao  | 3-0 | 25-22, 25-21, 25-17        |
| 27-04  | Juncos - Mayagüez | 1-3 | 25-19, 25-18, 25-17, 25-19 |

| Gara 2 |                   |     |                                   |
|        |                   |     |                                   |
| 30-04  | Humacao - Caguas  | 1-3 | 19-25, 17-25, 25-18, 13-25        |
| 29-04  | Mayagüez - Juncos | 2-3 | 18-25, 21-25, 25-18, 25-21, 11-15 |

| Gara 3 |                   |     |                     |
|        |                   |     |                     |
| 02-05  | Caguas - Humacao  | 3-0 | 25-15, 25-16, 25-15 |
| 01-05  | Juncos - Mayagüez | 3-0 | 25-23, 25-23, 25-16 |

| Gara 4 |                   |     |                                   |
|        |                   |     |                                   |
| 04-05  | Humacao - Caguas  | 0-3 | 16-25, 12-25, 19-25               |
| 03-05  | Mayagüez - Juncos | 3-2 | 25-19, 25-23, 18-25, 19-25, 16-14 |

| Gara 5 |                   |     |                            |
|        |                   |     |                            |
| 05-05  | Juncos - Mayagüez | 3-1 | 23-25, 25-23, 26-24, 25-20 |

| Gara 6 |                   |     |                                   |
|        |                   |     |                                   |
| 07-05  | Mayagüez - Juncos | 2-3 | 20-25, 29-31, 28-26, 25-23, 10-15 |

#### Finale
| Gara 1 |                 |     |                            |
|        |                 |     |                            |
| 09-05  | Caguas - Juncos | 3-1 | 25-16, 24-26, 25-21, 25-19 |

| Gara 2 |                 |     |                            |
|        |                 |     |                            |
| 11-05  | Juncos - Caguas | 1-3 | 20-25, 25-20, 15-25, 16-25 |

| Gara 3 |                 |     |                     |
|        |                 |     |                     |
| 13-05  | Caguas - Juncos | 3-0 | 25-15, 25-13, 25-15 |

| Gara 4 |                 |     |                     |
|        |                 |     |                     |
| 15-05  | Caguas - Juncos | 3-0 | 25-11, 25-15, 25-16 |

|  | Semifinali            | Semifinali            | Semifinali            | Semifinali            | Semifinali            | Semifinali | Semifinali | Semifinali | Semifinali |  |  | Finale | Finale                | Finale                | Finale                | Finale                | Finale | Finale | Finale | Finale |  |
|  |                       |                       |                       |                       |                       |            |            |            |            |  |  |        |                       |                       |                       |                       |        |        |        |        |  |
|  | Criollas de Caguas    | Criollas de Caguas    | Criollas de Caguas    | Criollas de Caguas    | Criollas de Caguas    | 3          | 3          | 3          | 3          |  |  |        |                       |                       |                       |                       |        |        |        |        |  |
|  | Orientales de Humacao | Orientales de Humacao | Orientales de Humacao | Orientales de Humacao | Orientales de Humacao | 0          | 1          | 0          | 0          |  |  | 1      | Criollas de Caguas    | Criollas de Caguas    | Criollas de Caguas    | Criollas de Caguas    | 3      | 3      | 3      | 3      |  |
|  | Indias de Mayagüez    | Indias de Mayagüez    | Indias de Mayagüez    | 3                     | 2                     | 0          | 3          | 1          | 2          |  |  | 3      | Valencianas de Juncos | Valencianas de Juncos | Valencianas de Juncos | Valencianas de Juncos | 1      | 1      | 0      | 0      |  |
|  | Valencianas de Juncos | Valencianas de Juncos | Valencianas de Juncos | 1                     | 3                     | 3          | 2          | 3          | 3          |  |  |        |                       |                       |                       |                       |        |        |        |        |  |

## Premi individuali
| Premio                   | Giocatrice        | Squadra                 |
| ------------------------ | ----------------- | ----------------------- |
| MVP della Regular Season | Karina Ocasio     | Criollas de Caguas      |
| MVP delle finali         | Ana Sofía Jusino  | Criollas de Caguas      |
| MVP dell'All-Star Game   | Dulce Téllez      | Leonas de Ponce         |
| Miglior palleggiatrice   | Raymariely Santos | Indias de Mayagüez      |
| Miglior libero           | Debora Seilhamer  | Polluelas de Aibonito   |
| Rising star              | Neira Ortiz       | Capitalinas de San Juan |
| Miglior ritorno          | Saraí Álvarez     | Indias de Mayagüez      |
| Miglior esordiente       | Paulina Prieto    | Valencianas de Juncos   |
| Migliore allenatore      | José Mieles       | Indias de Mayagüez      |
| Miglior presidente       | Francisco Ramos   | Criollas de Caguas      |
| All-Star Team            | Raymariely Santos | Indias de Mayagüez      |
| All-Star Team            | Karina Ocasio     | Criollas de Caguas      |
| All-Star Team            | Andrea Rangel     | Orientales de Humacao   |
| All-Star Team            | Paulina Prieto    | Valencianas de Juncos   |
| All-Star Team            | Neira Ortiz       | Capitalinas de San Juan |
| All-Star Team            | Dulce Téllez      | Leonas de Ponce         |
| All-Star Team            | Debora Seilhamer  | Polluelas de Aibonito   |